# 气孔

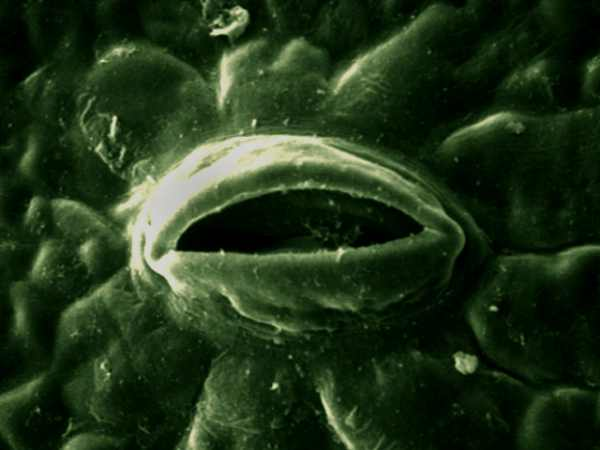
一个张开的气孔

气孔(英語：stoma)是植物用于与外界交换气体和水的结构，位于叶、茎等植物地上器官的表皮，一般由一对保衛细胞控制其開閉。
许多植物的气孔位于叶的背面，但也有不少例外，如禾本科植物叶子两面都有气孔，而叶面铺在水面上的浮水植物的气孔只位于叶面上方，沉水植物多缺少能够主动开合的气孔，挺水植物的上表皮氣孔往往多於下表皮。

## 意义
光合作用所需要的二氧化碳通过气孔扩散入植物，而植物体产生的氧气也会通过气孔扩散入大气。叶内部的空隙中达到饱和的汽态水通过蒸散作用产生吸力，使根吸收的水和无机盐得以运输到叶部。这种水分的蒸发还可以降低受阳光照射的叶面温度，使叶内部的温度保持在酶的最佳工作温度范围中。然而，这也意味着植物无法在获取二氧化碳的同时阻止水分的流失。
气孔的总面积占所有叶总面积的1-2%，但是其蒸发量可以达整个植物蒸发量的2/3。从叶面表皮蒸发的水份很少，在湿地生长的植物嫩叶的蒸发量少于10%，树木少于0.5%，仙人掌甚至于少于0.05%。

## 结构
气孔一般由一对保衛細胞组成，其内部含有叶绿体，能够进行光合作用；端部相连，靠近气孔一侧的细胞壁较厚、伸缩性弱，远离气孔一侧的细胞壁薄、伸缩性强。保卫细胞中间的凸透镜形的小孔连接着叶的内部和大气，通向叶肉中海绵组织细胞之间富含水蒸气的空隙。部分类群的保卫细胞伴有相邻的数个副卫细胞。
气孔间隙的大小可以依环境条件变化，一般在在阳光和水充足的情况下打开，晚上或者水分短缺的时候关闭。

## 分类
按照气孔的形状气孔可以分三类（也有分五类的说法）：禾本科的气孔是哑铃状的；其它被子植物门的植物的气孔是肾状的，自成一类；苔藓的气孔自成一类。有人将针叶的气孔分为一类，还有人将少数苔藓和蕨类植物由单个细胞组成的气孔独分一类。
另一种分类方法是按照气孔周围的细胞的数量以及排列来分。

## 形成
气孔周边细胞是由表皮分生组织通过不对称分裂形成的，其数量按照其类型不同而不同。
直接形成气孔的两个细胞可以有两个不同的形成方式：
- 分生组织不断分裂，最后一次分裂后的两个细胞演化为气孔细胞
- 周边细胞演化为气孔细胞